# 瓦刀
瓦刀是一种可用于涂抹和砍削磚瓦、泥灰以及砌墻的帶柄小型鐵製工具。施工時工人用瓦刀鏟灰，然後再將其鋪在施工面上。洛陽漢墓中就有瓦刀出土。